# ماسایوکی (انیماتور)
ماسایوکی (انگلیسی: Masayuki؛ زادهٔ ۳ ژانویهٔ ۱۹۶۱) پویانما، کارگردان فیلم، کارگردان پویانمایی، هنرمند داستان، و فیلم‌نامه‌نویس اهل ژاپن است. وی از سال ۱۹۸۲ میلادی تاکنون مشغول فعالیت بوده‌است.